# Голкофільтрувальна установка

Рис. 1. Схема голкофільтрової установки: 1 — насосний агрегат;
2 — колекторна труба; 3 — шланг; 4 — голкофільтр (за М. Зоценком, 2005)

Голкофільтрува́льна устано́вка — використовується для водозниження в ґрунтах.
Основна складова частина установки — голкофільтри довжиною 8,5 м. У нижній частині вони мають приймальну ланку діаметром 60 мм із клапаном і латунною сіткою. Голкофільтри занурюють у ґрунт за допомогою підмиву. Відстань між голкофільтрами призначається згідно з розрахунком, виходячи з необхідної величини зниження рівня води та водопроникності ґрунту. Голкофільтри з'єднуються з колекторною трубою. На цій трубі є муфти з відстанню між ними 0,75 м, куди можна підключати шланги від голкофільтрів. Повітря й вода відбираються з колекторної труби за допомогою насосного агрегату. Під час роботи голкофільтрової установки рівень води всередині контура знижується на 4,5—5 м.
Використовуються для водозниження в ґрунтах з коефіцієнтом фільтрації 1—2 м/добу.